# Emily Alyn Lind
Pour les articles homonymes, voir Lind.
Emily Alyn Lind, née le 6 mai 2002 à Brooklyn (New York), est une actrice américaine.
Elle est révélée au grand public par le rôle de Melanie dans les films The Babysitter et The Babysitter: Killer Queen. Elle incarne également le rôle d'Audrey Hope dans la série Gossip Girl : Nouvelle génération et celui de Cadence Sinclair dans la série Nous les menteurs.

## Biographie
Emily Alyn Lind est née le 6 mai 2002 du producteur John Lind et de l'actrice Barbara Alyn Woods, et vit actuellement en Californie. Elle a deux sœurs, Natalie Alyn Lind, de 3 ans son aînée, et Alyvia Alyn Lind de 5 ans sa cadette. Sa carrière a débuté vers ses 5 ans.

### Carrière
Elle commence sa carrière en interprétant le rôle de Vanessa dans le téléfilm Une lueur d'espoir, elle enchaîne ensuite avec celui d'Emma dans La Force du destin. 
Par la suite, elle a interprété Amanda Clarke enfant dans la série dramatique d'ABC, Revenge, elle joue également le rôle d'Ariel dans la série Code Black.
Au cinéma, elle enchaîne les films Mockingbird, Dans le noir et Replicas puis elle joue le premier rôle du film The Babysitter ainsi que dans sa suite. Plus tard, elle fait partie de la distribution principale de la série Gossip Girl, reboot de la série du même nom de 2007.
Le 30 mai 2024, elle décroche le rôle principale dans la série télévisée américaine Nous les menteurs (We Were Liars) développée par Julie Plec, mise en ligne le 18 juin 2025 sur Prime Video. Il s'agit de l'adaptation du roman Nous les menteurs de l'autrice américaine E. Lockhart, paru en 2014. Elle joue aux cotés de Joseph Zada, Esther McGregor (en), Caitlin Fitzgerald, Mamie Gummer et Candice King.
Le 2 juillet 2025, elle a été choisie pour jouer dans le film Pretty Babies réalisé par Tyler-Marie Evans aux cotés d'Ashley Benson, Madelaine Petsch et Sadie Stanley.

## Filmographie

### Cinéma
- 2008 : Le Secret de Lily Owens (The Secret Life of Bees) de Gina Prince-Bythewood : Lily enfant
- 2009 : Enter the Void de Gaspar Noé : Linda enfant
- 2010 : Blood Done Sign My Name de Jeb Stuart : Julie Tyson
- 2011 : J. Edgar de Clint Eastwood : Shirley Temple
- 2012 : De leurs propres ailes (Won't Back Down) de Daniel Barnz : Malia Fitzpatrick
- 2013 : My Movie Project (Movie 43) de James Gunn : La fille de l'anniversaire (sketch Beezel)
- 2013 : The Haunting in Connecticut 2: Ghosts of Georgia de Tom Elkins : Heidi
- 2013 : All American Christmas Carol de Ron Carlson : Cindy enfant
- 2014 : Jackie and Ryan d'Ami Canaan Mann : Lia
- 2014 : Mockingbird de Bryan Bertino : Abby
- 2015 : Hidden de Matt Duffer et Ross Duffer : Zoe
- 2016 : Dans le noir (Lights Out) de David F. Sandberg : Sophie enfant
- 2017 : The Babysitter de McG : Melanie
- 2018 : Replicas de Jeffrey Nachmanoff : Sophie
- 2019 : Doctor Sleep de Mike Flanagan : Snakebite Andi
- 2020 : The Babysitter: Killer Queen de McG : Melanie
- 2024 : SOS Fantômes : La Menace de Glace (Ghostbusters: Frozen Empire) de Gil Kenan : Melody
- 2025 : Pretty Babies de Tyler-Marie Evans :

### Télévision
- 2009 : Des jours et des vies : Grace (1 épisode)
- 2009 : Les Mystères d'Eastwick : Emily Gardener (4 épisodes)
- 2010 : L'Homme aux mille visages : Reigh Boss
- 2010 : Médium : La fille de 6 ans (épisode 6.18 - Don du sang. Groupe B)
- 2010 : La Force du destin : Emma Lavery (16 épisodes)
- 2010 : Flashpoint : Alexis enfant (1 épisode)
- 2010 : Esprits criminels : Ana Brooks (1 épisode)
- 2010 : Une lueur d'espoir : Vanessa Marks
- 2010 : Une illusion d'amour : Jane enfant
- 2011 : Prep & Landing: Naughty vs. Nice : Grace Goodwin
- 2011 - 2015 : Revenge : Amanda Clarke enfant (14 épisodes)
- 2012 : Beautiful People : Tina
- 2012 : Hawaï 5-0 : Lucy (1 épisode)
- 2014 : Suburgatory : Nadia Nergen (épisode 3.10)
- 2017 : Code Black : Ariel (17 épisodes)
- 2021-2023 : Gossip Girl : Audrey Hope (22 épisodes)
- 2025 : Nous les menteurs (We Were Liars) : Cadence Sinclair Eastman (rôle principale, 8 épisodes)